# Jane Irwin Harrison
Jane Irwin Harrison (n. 23 iulie 1804 - d. 11 mai 1846) a fost nora lui William Henry Harrison, al nouălea președinte al Statelor Unite ale Americii. A fost Prima Doamnă a Statelor Unite ale Americii în 1841.